# Forêt de Meerdael
 (janvier 2012).
Si vous disposez d'ouvrages ou d'articles de référence ou si vous connaissez des sites web de qualité traitant du thème abordé ici, merci de compléter l'article en donnant les références utiles à sa vérifiabilité et en les liant à la section « Notes et références ».

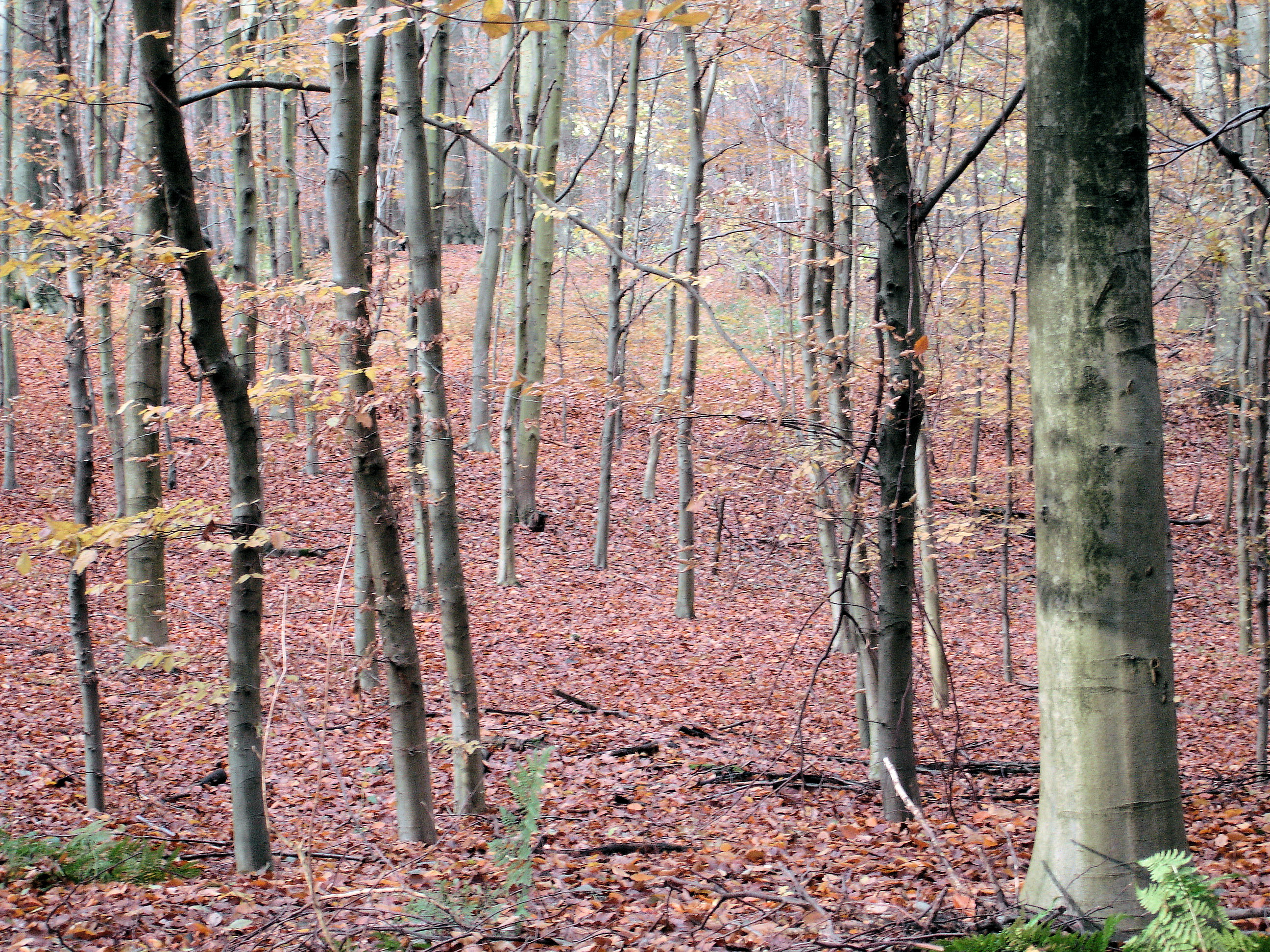
Forêt de Meerdael

La forêt de Meerdael,,, (en néerlandais : Meerdaalwoud) ou bois de Meerdael (en néerlandais : Meerdaalbos) est une forêt de 1 255 hectares située une dizaine de kilomètres au sud de Louvain, à la frontière des provinces belges de Brabant flamand et Brabant wallon.
Tout comme la forêt de Soignes, la forêt de Meerdael fait partie de la forêt Charbonnière qui recouvrait autrefois la moyenne-Belgique. On y observe surtout des hêtraies et des chênaies-charmaies acidophiles avec ici et là des éléments d'aulnaies-frênaies rivulaires, de chênaies-frênaies sur sols hydromorphes et d'autres formations encore.
Il est accessible en transport en commun depuis la gare de Weert-Saint-Georges située à la limite ouest de la forêt, ainsi que via le bus TEC 18 Leuven-Jodoigne, arrêt HAASRODE Weertse Dreef (situé sur la N25 qui coupe en deux le bois de Meerdaal) et avec bus 337 de De Lijn à partir de Wavre ou Hamme-Mille, arrêt Sint-Joris-Weert Dorpstraat.